# گورستان کوه صفر
قبرستان کوه صفر در شهرستان گلشن، دهستان جالق، ۱ کیلومتری شمال روستای خوشاب، انتهای کوه صفر واقع شده و این اثر در تاریخ ۲۸ اسفند ۱۳۸۵ با شمارهٔ ثبت ۱۸۹۳۷ به‌عنوان یکی از آثار ملی ایران به ثبت رسیده است.